# Vassílis Vassilikós
Vassílis Vassilikós ou Vasílis Vasilikós (en grec moderne : Βασίλης Βασιλικός), né le 18 novembre 1933 à Kavála et mort le 30 novembre 2023, est un écrivain, journaliste, diplomate et homme politique grec.

## Biographie
Issu d'une famille de l'île de Thasos, il naît à Kavála le 18 novembre 1933, et y passe son enfance et son adolescence, puis à Thessalonique, où il fait des études de droit. Diplômé, il part pour Athènes, où il devient journaliste. En raison de son engagement politique, il doit s’exiler en France en 1967 pour fuir la dictature des colonels alors au pouvoir dans son pays. Il y reste les sept années de la dictature.
Il devient célèbre quand le réalisateur Costa-Gavras porte à l’écran son roman éponyme Z, avec Jean-Louis Trintignant et Yves Montand.
Après le rétablissement de la démocratie en Grèce, le Premier ministre grec Andréas Papandréou le nomme directeur des programmes à la télévision en 1981, poste qu'il occupe jusqu’en 1984.
Il est nommé responsable de la délégation grecque à l’UNESCO en 1996. Il a également été élu au Parlement grec en 2019.
Il décède à Athènes le 30 novembre 2023, à l’âge de 90 ans. Costa-Gavras, qui lui rendu une dernière visite l'avant-veille, déplore la perte d'« un ami, un frère… C'était un homme extraordinaire, d'une grande intelligence et aussi d’une grande douceur. Depuis toujours, il était mon conseiller pour tout ce qui concernait la Grèce. Il a toujours eu un regard précis et honnête »,.

## Œuvres
Tous ses livres ont été publiés chez Gallimard :
- 1963 : Scénario du film Les Petites Aphrodites de Níkos Koúndouros
- 1967 : Z
- 1968 : La Plante, le Puits, l'Ange (Trilogie)
- 1969 : Les Photographies
- 1970 : Hors les murs
- 1971 : Le Journal de Z
- 1973 : Le fusil-Harpon et autres nouvelles
- 1974 : Lunik II
- 1975 : Le Monarque, Éditions Jean-Claude Lattès, ASIN B0000DPAWQ
- 1977 : La Belle du Bosphore
- 1978 : Un poète est mort, Éditions Julliard
- 1978 : Alfaride
- 1980 :  L’Eau de Kos
- 1985 : Le Dernier Adieu (Το τελευταίο Αντίο)
- 1988 : Rêves diurnes et autres nouvelles
- 1989 : La Plante
- 1990 : Mais fais donc quelque chose pour que je rate mon train
- 1992 : L’Hélicoptère
- 1992 : K
- 1999 : L'Européen et la Belle de l'Au-Delà